# Nauru en los Juegos Olímpicos de Atlanta 1996
Nauru estuvo representado en los Juegos Olímpicos de Atlanta 1996 por tres deportistas masculinos que compitieron en halterofilia.
El portador de la bandera en la ceremonia de apertura fue el halterófilo Marcus Stephen. El equipo olímpico nauruano no obtuvo ninguna medalla en estos Juegos.